# Kvarnträsket, Västerbotten
Kvarnträsket är en sjö i Vindelns kommun i Västerbotten och ingår i Umeälvens huvudavrinningsområde. Sjön har en area på 0,134 kvadratkilometer och ligger 226 meter över havet.

## Delavrinningsområde
Kvarnträsket ingår i det delavrinningsområde (713027-170208) som SMHI kallar för Utloppet av Ånässjön. Medelhöjden är 244 meter över havet och ytan är 10,95 kvadratkilometer. Räknas de 3 avrinningsområdena uppströms in blir den ackumulerade arean 44,98 kvadratkilometer. Bubergsån som avvattnar avrinningsområdet har biflödesordning 4, vilket innebär att vattnet flödar genom totalt 4 vattendrag innan det når havet efter 78 kilometer. Avrinningsområdet består mestadels av skog (62 procent) och jordbruk (10 procent). Avrinningsområdet har 1,17 kvadratkilometer vattenytor vilket ger det en sjöprocent på 10,7 procent.